# 이시다 유즈키
이시다 유즈키(일본어: 石田 悠月, 1999년 5월 16일~)는 일본의 여자 농구 선수로 포지션은 포인트 가드이다. 현재 한국여자프로농구의 부천 하나원큐에서 활동하고 있다.

## 선수 경력
시즈오카현 출신으로 하마마츠카이세이칸고등학교에서 전국 대회에 출전한 경험이 있다. 고등학생으로서의 마지막 출전 대회로, 2017년 12월 23일부터 29일에 걸쳐 진행된 제70회 전국 고등학교 농구 선수권 대회에서는, 1라운드에서 세이와학원고등학교를 맞아 팀이 초전 패퇴를 면하는 졍도에도 불구하고, 26득점을 기록하는 활약을 보였다.
2018년 4월, 일본여자농구리그의 샹송 V 매직에 고교생 최초가 되는 얼리 엔트리(선수와 구단과의 입단 계약이 내정된 경우에 한해서 입단 전에 경기자 등록을 할 수 있는 제도의 것)로서 입단했다. 그녀는 이미 전 해의 12월에 그녀의 학교에서 샹송 V 매직 입단 기자회견을 가졌었다,
2021년, 지역 리그 아키타 은행으로 이적했다.
2022년, 일본여자농구리그의 야마나시 퀸 비즈야마나시 퀸 비즈로 이적했다.
2024년 6월 29일, 일본에서 열린 2024-2025 한국여자프로농구 아시아쿼터선수 드래프트에서 2라운드 4순위(전체 10순위)로 부천 하나원큐에 지명되어 대한민국 프로무대에 입성하였다.